# 雲山弘貴
雲山 弘貴（くもやま ひろき、1999年7月18日 - ）は、JAPAN RUGBY LEAGUE ONE花園近鉄ライナーズに所属するラグビーユニオンの選手。

## プロフィール
- 兵庫県西宮市出身[1]。
- ポジションはフルバック(FB)。
- 身長 187 cm、体重 93 kg

## 略歴
5歳からラグビーを始めた。
2018年、報徳学園高校卒業後、明治大学に入る。なお報徳学園高校時代、高校日本代表に選ばれたことがある。
2020年、サンウルブズの練習生に追加召集された
2022年、東京サントリーサンゴリアスに加入。
2023年1月22日に行われたJAPAN RUGBY LEAGUE ONE第5節花園近鉄ライナーズ戦にて途中出場でリーグワン公式戦初出場を果たした。
2024年7月31日、東京サントリーサンゴリアスを退団。同年8月、花園近鉄ライナーズに入団。